# Roland Maywald
Roland Maywald (* 7. Juli 1948) ist ein ehemaliger deutscher Badmintonspieler.

## Leben
Maywald ist einer der international erfolgreichsten deutschen Badmintonspieler. Er entstammt einer der bekanntesten deutschen Badmintonfamilien. Schon Vater Siegfried Maywald prägte als Funktionär den deutschen Badmintonsport nachhaltig. Ian Maywald setzte im neuen Jahrtausend die Familientradition in dritter Generation fort. Roland Maywald selbst erkämpfte sich 1970 erste internationale Lorbeeren mit dem Bronzemedaillengewinn bei der EM. 1972 gewann er gemeinsam mit Willi Braun den Europameistertitel im Herrendoppel. 1974 konnten sie diesen Triumph wiederholen. 1976 schieden sie im Halbfinale aus und erkämpften sich Bronze.
Maywald gewann zudem bei den Olympischen Sommerspielen 1972 in München zwei Bronze-Medaillen, nämlich im Herren-Doppel, zusammen mit Willi Braun, und im Mixed, zusammen mit Brigitte Steden. Es handelte sich damals um ein Demonstrationsturnier und das erste olympische Badminton-Turnier überhaupt.
Nach seiner Sportlaufbahn arbeitete Maywald als Lehrer an der Integrierten Gesamtschule Bonn-Beuel. Er lebt in Sankt Augustin, hat zwei Kinder und ist seit 1988 Vorsitzender des Badminton-Bundesligisten 1. BC Beuel.

## Internationale Erfolge
| Saison    | Veranstaltung                               | Disziplin    | Name                                 | Platz |
| --------- | ------------------------------------------- | ------------ | ------------------------------------ | ----- |
| 1970      | Europameisterschaft                         | Herrendoppel | Siegfried Betz / Roland Maywald      | 3     |
| 1971      | All England                                 | Herrendoppel | Willi Braun / Roland Maywald         | 3     |
| 1972      | Europameisterschaft                         | Herrendoppel | Willi Braun / Roland Maywald         | 1     |
| 1972      | Niederlande: Internationale Meisterschaften | Mixed        | Roland Maywald / Brigitte Steden     | 1     |
| 1972      | Europameisterschaft                         | Mixed        | Roland Maywald / Brigitte Steden     | 3     |
| 1972      | Olympische Sommerspiele                     | Herrendoppel | Willi Braun / Roland Maywald         | 3     |
| 1972      | Olympische Sommerspiele                     | Mixed        | Roland Maywald / Brigitte Steden     | 3     |
| 1973/1974 | Deutschland: Internationale Meisterschaften | Mixed        | Roland Maywald / Brigitte Steden     | 1     |
| 1974      | Niederlande: Internationale Meisterschaften | Mixed        | Roland Maywald / Brigitte Steden     | 1     |
| 1974      | Schweden: Internationale Meisterschaften    | Mixed        | Roland Maywald / Brigitte Steden     | 1     |
| 1974      | Europameisterschaft                         | Herrendoppel | Willi Braun / Roland Maywald         | 1     |
| 1974/1975 | Deutschland: Internationale Meisterschaften | Herrendoppel | Willi Braun / Roland Maywald         | 3     |
| 1975      | All England                                 | Mixed        | Roland Maywald / Brigitte Steden     | 2     |
| 1975      | All England                                 | Herrendoppel | Willi Braun / Roland Maywald         | 3     |
| 1976      | Europameisterschaft                         | Herrendoppel | Willi Braun / Roland Maywald         | 3     |
| 1976      | All England                                 | Herrendoppel | Willi Braun / Roland Maywald         | 3     |
| 1976      | USA: Internationale Meisterschaften         | Herrendoppel | Roland Maywald / Willi Braun         | 1     |
| 1976      | Czechoslovakian International               | Herrendoppel | Wolfgang Bochow / Roland Maywald     | 1     |
| 1976      | Czechoslovakian International               | Mixed        | Roland Maywald / Eva-Maria Kranz     | 3     |
| 1977      | Czechoslovakian International               | Mixed        | Roland Maywald / Brigitte Steden     | 2     |
| 1977      | Czechoslovakian International               | Herrendoppel | Michael Schnaase / Roland Maywald    | 3     |
| 1979      | French Open                                 | Herrendoppel | Roland Maywald / Karl-Heinz Zwiebler | 1     |

## Auszeichnungen
- Silbernes Lorbeerblatt